# レキシントン (バージニア州)
レキシントン（Lexington）は、アメリカ合衆国バージニア州西部に位置する都市。人口は7,042人（2010年）。
1777年に創設され、ロバート・E・リーやストーンウォール・ジャクソンが眠る歴史の街であり、またワシントン・アンド・リー大学やバージニア兵学校がキャンパスを置く大学町でもある。地域経済は大学と観光によって支えられている。

## 地理
レキシントンはスタントンの南西約55km、ロアノークの北東約80kmに位置する。座標は北緯37度46分58秒 西経79度26分42秒 / 北緯37.78278度 西経79.44500度。市域面積は6.5km²。

## 交通

### 空港
レキシントンへの玄関口となる空港は南西へ車で約1時間、ロアノークにあるロアノーク地域空港（IATA: ROA）である。この空港にはデルタ航空、ユナイテッド航空、およびアメリカン航空が各社ハブ空港からの便を就航させている。

### 道路
空港とレキシントンの間には、バージニア州西部の山岳地帯を縦断する州間高速道路81号線が通っている。レキシントンの東でI-81と分岐/合流する州間高速道路64号線はアパラチア山脈を横切ってウェストバージニア州へ、またスタントンからブルーリッジ山脈とピードモント台地を横切ってシャーロッツビルや州都リッチモンドへと通じている。

### 鉄道
レキシントンに最も近いアムトラックの駅はスタントンにあり、ニューヨークとシカゴをシンシナティ経由で結ぶ長距離列車カーディナル号が停車する。

## 映画
レキシントンはたびたび映画の舞台になってきた。1938年に公開されたBrother Ratはバージニア兵学校を舞台とし、同校に通う3人の若者を題材とした作品である。この映画にはロナルド・レーガンも出演した。バージニア兵学校は1958年に公開されたパット・ブーン主演のミュージカル映画Mardi Grasにも登場した。1993年に公開されたリチャード・ギア主演の映画「ジャック・サマーズビー」では、作品中の街の通りがレキシントンで撮影された。1994年公開の恋愛映画Foreign Studentでは、作品中に登場する大学のキャンパスの外観としてワシントン・アンド・リー大学が登場したほか、教授による講義のシーンがレキシントンで撮影された。2003年に公開された、南北戦争を描いた歴史映画「ゴッド&ジェネラル/伝説の猛将」の撮影はレキシントンを含むバージニア州の各所で行われた。2005年に公開されたスティーヴン・スピルバーグ監督、トム・クルーズ主演のSF映画「宇宙戦争」の一部のシーンも、このレキシントンで撮影されたものである。